# Романо Проди
Романо Проди (на италиански: Romano Prodi, р. 9 август 1939 г. в Скандиано, Италия) е италиански икономист и лявоцентристки политик, министър-председател на Италия в периодите 1996 – 1998 г. и 2006 – 2008 година. Председател на Европейската комисия от 1999 до 2004 г.